# Chutapha
Chutapha là một chi bướm đêm thuộc họ Noctuidae.